# 圣维托基耶蒂诺
圣维托基耶蒂诺（義大利語：San Vito Chietino），是意大利基耶蒂省的一个市镇。总面积16.79平方公里，人口5326人，人口密度317.2人/平方公里（2009年）。ISTAT代码为069086。